# Peleteria curriei
Peleteria curriei är en tvåvingeart som först beskrevs av Townsend 1915.  Peleteria curriei ingår i släktet Peleteria och familjen parasitflugor.
Artens utbredningsområde är British Columbia. Inga underarter finns listade i Catalogue of Life.